# Ère Karyaku
L'ère Karyaku (嘉暦), aussi romanisé en Kareki, est une des ères du Japon (年号, nengō, lit. « nom de l'année ») après l'ère Shōchū et avant l'ère Gentoku. Cette ère couvre la période allant du mois d'avril 1326 au mois d'août 1329. L'empereur régnant est Go-Daigo-tennō (後醍醐天皇).

## Changement d'ère
- 1326 Karyaku gannen (嘉暦元年?) : Le nom de la nouvelle ère est créé pour marquer l'accession au trône de l'empereur Go-Daigo et le commencement de son règne. L'ère précédente se termine là où commence la nouvelle, en Shōchū 3.

## Événements de l'ère Karyaku
- 8 mars 1327 (Karyaku 2, 14e jour du 2e mois) : Éclipse totale de Lune[3].

| Karyaku   | 1re  | 2e   | 3e   | 4e   |
| Grégorien | 1326 | 1327 | 1328 | 1329 |